# BabyFirst
BabyFirst es un canal de televisión por suscripción internacional de origen estadounidense que emite en idioma español, inglés, turco, francés, alemán y portugués, enfocado a los niños pequeños con edades entre 0 y 3 años. BabyFirst se posiciona como una herramienta educativa que proporciona un ambiente positivo de aprendizaje y una experiencia divertida tanto para el padre como para el hijo. Fue inaugurado el 2 de diciembre de 2003.
Babyfirst emite 24 horas durante los 7 días de la semana ofreciendo una programación entretenida al público más pequeño de la casa. Su eslogan es: Mira a tu hijo florecer. La sede central del canal se encuentra en Los Ángeles, California, EE. UU..
Actualmente, se emite en diferentes idiomas, como inglés, alemán, turco, español, francés, portugués y polaco. De esta manera, la programación europea, se omiten los títulos en algunas ocasiones.
El canal apenas guarda relación con Baby TV u otro canal de nombre similar.
Desde el 1 de abril del 2022 está en la grilla de Dish México.